# Carex cretica
Carex cretica là một loài thực vật có hoa trong họ Cói. Loài này được Gradst. & J.Kern mô tả khoa học đầu tiên năm 1968.